# In Search of the Antidote
In Search of the Antidote è il secondo album in studio della cantautrice statunitense Fletcher. È stato pubblicato il 22 marzo 2024 tramite Capitol Records.
Fletcher ha pubblicato la canzone Eras of Us l'8 dicembre 2023. La canzone è stata pubblicata come singolo digitale con un video musicale di accompagnamento, e la cantante ha poi rivelato di essere stata ispirata a realizzare la canzone dopo aver partecipato al tour di concerti di Taylor Swift, The Eras Tour.
Nell'annuncio dell'album, Fletcher ha anche condiviso che la canzone Lead Me On sarebbe stata il prossimo singolo pre-rilascio. La cantante ha pubblicato Lead Me On e il video musicale della canzone il 25 gennaio 2024.
Doing Better, il terzo singolo pre-release dell'album, è stato pubblicato il 1° marzo; il singolo è stato inclusa nella lista The Best Songs of 2024 So Far della rivista di Rolling Stone.
In Search of the Antidote è stato il quarto singolo e ha debuttato al numero tre nella classifica statunitense Billboard Top Album Sales.

## Tracce
1. Maybe I Am – 2:44 (Cari Fletcher, Gregory Hein, Jordan K. Johnson, Michael Pollack, Oliver Peterhof, Stefan Johnson)
2. Doing Better – 2:33 (Fletcher, Jennifer Decilveo, Jeremy Dussolliet, Timothy Sommers, Mary Weitz)
3. Ego Talking – 2:23 (Fletcher, Decilveo, Madison Love, Julia Michaels, Pete Nappi)
4. Lead Me On – 2:53 (Fletcher, HeinJ. Johnson, S. Johnson, Nappi, Pollack, Jason Cornet, Jon Bellion)
5. Two Things Can Be True – 2:45 (Fletcher, Decilveo, Michaels)
6. Eras of Us – 2:48 (Fletcher, Decilveo, Dussolliet, Sommers)
7. Attached to You – 2:36 (Fletcher, Decilveo, Michaels)
8. Crush – 2:24 (Fletcher, Decilveo, Sommers, Weitz)
9. Pretending – 3:02 (Fletcher, Bellion, Hein, Nappi)
10. Joyride – 3:04 (Fletcher, Decilveo, Dussolliet, Sommers)
11. Antidote – 4:08 (Fletcher, Bellion, Hein, Nappi)